# Ère jacobéenne

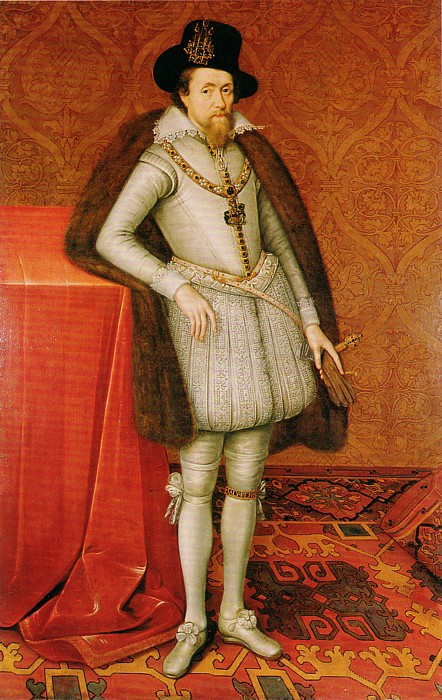
Jacques Stuart en 1606, portrait par John de Critz

L'ère jacobéenne est la période de l'histoire des îles Britanniques qui coïncide avec le règne de Jacques VI d'Écosse et Ier d'Angleterre (1567 - 1625), héritier des couronnes d'Angleterre et d'Irlande en 1603. Cette période historique fait suite à l'ère élisabéthaine et précède le règne de Charles Ier (dite "ère caroline" en anglais), et renvoie à un style particulier en architecture, arts visuels, arts décoratifs et en littérature.

## Finances
Le développement politique de l'ère jacobéenne est à mettre en relation avec la situation économique et financière : Jacques Ier hérite d'Élisabeth Ire d'une dette de 235 000 £ ; en 1608, la dette atteint à 1 400 000 £ et augmente de 140 000 £ par an. Le ministre Robert Cecil mène une politique drastique en vendant des domaines royaux et, en 1610, ramène la dette à 400 000 £ et le déficit annuel à 46 000 £, mais ne peut poursuivre plus loin son action. Il s'ensuit alors une période de tensions et de négociations infructueuses avec le Parlement qui se détériorera lors des règnes de Jacques et de son fils Charles jusqu'à la première Révolution anglaise.
L'ère jacobéenne s'achève par une crise économique qui va de 1620 à 1626, aggravée par l'épidémie de peste bubonique de 1625 à Londres.

## Littérature
Trois œuvres majeures de Shakespeare sont rédigées à cette époque : Le Roi Lear, Macbeth et La Tempête (1610-1611). D'autres auteurs se révèlent, tels John Webster, Thomas Middleton, John Ford, Ben Jonson ou John Donne. George Chapman achève en 1616 sa traduction en vers de l'Iliade et de l'Odyssée d'Homère.
Le roi Jacques est mécène, ainsi que son épouse Anne de Danemark.

## Sciences
Francis Bacon joue un rôle influent dans l'évolution de la science moderne qui entre à cette période dans un nouveau développement avec les travaux de Johannes Kepler en Allemagne et de Galilée en Italie dans la mouvance de la Révolution copernicienne. Bacon pose les fondements d'une étude objective du monde naturel qui s'oppose à l'autorité affirmée de la scolastique médiévale encore influente à son époque.
Des progrès importants se font jour en navigation et cartographie.

## Arts et architecture
L'influence d'artistes étrangers est sensible à cette époque comme lors des précédentes sous les Tudor et les Stuarts : Daniel Mytens est un portraitiste renommé, comme le sera après Antoine van Dyck. Le développement d'une école de peinture amorcé lors du règne précédent s'affirme avec Robert Peake, William Larkin, Nathaniel Bacon ou Cornelis Janssens van Ceulen.
L'architecture à l'ère jacobéenne s'inscrit dans la lignée de l'ère élisabéthaine précédente, avec un accent prononcé pour le classicisme. Les influences françaises, flamandes et italiennes sont marquantes. Inigo Jones contribue largement au renouveau architectural de la période avec la Maison des banquets près le Palais de Whitehall. Aussi à cette époque,Christopher Wren achève la Cathédrale Saint-Paul de Londres.

## Société
L'ère jacobéenne voit s'affirmer un usage grandissant du tabac. Jacques Ier rédige en 1604 le traité A Counterblaste to Tobacco où il fustige son usage et ses méfaits, mais l'ouvrage n'a pas d'effet notable. En 1614, Londres compte 7000 débits de tabac.

## Articles liés
- Architecture jacobéenne
- Renaissance anglaise
- trésor de Cheapside